# Junge Welt-Pokal 1956
Der Junge Welt-Pokal 1956 war die 8. Auflage des höchsten Fußball-Pokalwettbewerbs der Altersklasse 16–18 auf dem Gebiet der DDR, der von der Redaktion die Junge Welt in Verbindung mit dem Jugendausschuss der Sektion Fußball der DDR veranstaltet und durchgeführt wurde. Er begann am 8. April 1956 mit den Qualifikationsrunden und endete am 21. Mai 1956 mit dem Finale beim gesamtdeutschen Endrundenturnier im sächsischen Zwickau. Den Pokalsieg errang der Vorjahresdritte, die westdeutsche Mannschaft von Eintracht Braunschweig, nach einem Losentscheid im Finale gegenüber den Vorjahresfinalisten vom TSV 1860 München.
Die Endrunde des Junge Welt-Pokals fand wie im Vorjahr zu Pfingsten statt und wurde diesmal in Zwickau und Umgebung ausgespielt.

## Qualifikation
Die Qualifikation wurde wie im Vorjahr in zwei Hälften unterteilt. In der einen Hälfte, spielten die Pokalsieger bzw. dessen Vertreter der 14 Bezirke auf dem Gebiet der DDR sowie der Pokalsieger aus Ost-Berlin, die von den Betriebssportgemeinschaften (BSG) und Sportgemeinschaften (SG) ermittelt wurden. In der anderen Hälfte, spielten die Sportclubs (SC) ihre Teilnehmer aus.

### Teilnehmende Mannschaften
An der Qualifikation zum Junge Welt-Pokal der Junioren (A-Jugend) für die Altersklasse (AK) 16–18 nahmen folgende Mannschaften teil. Spielberechtigt waren Spieler bis zum 18. Lebensjahr (Stichtag: 1. August 1937).
| Betriebssportgemeinschaften (BSG) / Sportgemeinschaften (SG) | Betriebssportgemeinschaften (BSG) / Sportgemeinschaften (SG) | Betriebssportgemeinschaften (BSG) / Sportgemeinschaften (SG) | Sportclubs (SC) |
| - Bezirk Rostock BSG Motor Stralsund - Bezirk Schwerin BSG Aufbau Goldberg - Bezirk Neubrandenburg BSG Lokomotive Pasewalk - Bezirk Potsdam BSG Rotation Babelsberg - Ost-Berlin SG Lichtenberg 47 | - Bezirk Frankfurt (Oder) BSG Aufbau Rüdersdorf - Bezirk Magdeburg BSG Aufbau Börde Magdeburg - Bezirk Halle BSG Chemie Zeitz - Bezirk Leipzig BSG Lokomotive LVB Leipzig - Bezirk Cottbus BSG Chemie Annaburg | - Bezirk Dresden BSG Stahl Gröditz - Bezirk Karl-Marx-Stadt BSG Motor Limbach-Oberfrohna - Bezirk Erfurt BSG Motor Nordhausen-West - Bezirk Gera BSG Wismut Gera - Bezirk Suhl BSG Motor Steinach | SC Empor Rostock SC Traktor Schwerin SC Aufbau Berlin SC Dynamo Berlin SC Motor Berlin SC Chemie Halle-Leuna SC Wissenschaft Halle SC Fortschritt Weißenfels SC Lokomotive Leipzig SC Rotation Leipzig SC Aktivist Brieske-Senftenberg SC Einheit Dresden SC Motor Karl-Marx-Stadt SC Wismut Karl-Marx-Stadt SC Motor Jena |

### Modus
Die Qualifikation der BSG- und SG-Mannschaften sowie der Sportclubs (SC) wurden im K.-o.-System ausgetragen und es wurde versucht, in 80 Minuten einen Gewinner auszuspielen. War danach kein Sieger gefunden, wurde ein Wiederholungsspiel mit getauschtem Heimrecht angesetzt. Wurde auch hier kein Sieger ermittelt, entschied das Los. Die Sieger der jeweiligen 2. Hauptrunde qualifizierten sich für das Endrundenturnier und die unterlegenen Mannschaften dieser Runde blieben als Ersatzmannschaften in Reserve.

### Qualifikation der BSG- und SG-Mannschaften

#### 1. Hauptrunde
| Datum                   |                            | Ergebnis |                              |
| ----------------------- | -------------------------- | -------- | ---------------------------- |
| So 08. April, 14:00 Uhr | BSG Motor Stralsund        | 0:6      | SG Lichtenberg 47            |
| So 08. April, 14:00 Uhr | BSG Chemie Annaburg        | 2:2      | BSG Stahl Gröditz            |
| So 08. April, 14:00 Uhr | BSG Motor Nordhausen-West  | 6:0      | BSG Wismut Gera              |
| So 08. April, 14:00 Uhr | BSG Chemie Zeitz           | 5:0      | BSG Motor Limbach-Oberfrohna |
| So 08. April, 14:00 Uhr | BSG Lokomotive Pasewalk    | 1        | BSG Motor Steinach           |
| So 08. April, 14:00 Uhr | BSG Aufbau Börde Magdeburg | 5:0      | BSG Aufbau Rüdersdorf        |
| So 08. April, 14:00 Uhr | BSG Rotation Babelsberg    | 5:4      | BSG Lokomotive LVB Leipzig   |
| Freilos:                | BSG Aufbau Goldberg        |          |                              |

 Wiederholungsspiel 
| Datum                   |                   | Ergebnis |                     |
| ----------------------- | ----------------- | -------- | ------------------- |
| So 15. April, 14:00 Uhr | BSG Stahl Gröditz | :        | BSG Chemie Annaburg |

#### 2. Hauptrunde
| Datum                   |                            | Ergebnis |                         |
| ----------------------- | -------------------------- | -------- | ----------------------- |
| So 22. April, 14:00 Uhr | BSG Aufbau Börde Magdeburg | 5:1      | BSG Aufbau Goldberg     |
| So 22. April, 14:00 Uhr | BSG Stahl Gröditz          | 3:0      | BSG Lokomotive Pasewalk |
| So 22. April, 14:00 Uhr | SG Lichtenberg 47          | 1:1      | BSG Chemie Zeitz        |
| So 22. April, 14:00 Uhr | BSG Motor Nordhausen-West  | 2:0      | BSG Rotation Babelsberg |

 Wiederholungsspiel 
| Datum                   |                  | Ergebnis |                   |
| ----------------------- | ---------------- | -------- | ----------------- |
| So 29. April, 14:00 Uhr | BSG Chemie Zeitz | 2        | SG Lichtenberg 47 |

### Qualifikation der Sportclubs (SC)

#### 1. Hauptrunde
| Datum                   |                       | Ergebnis |                          |
| ----------------------- | --------------------- | -------- | ------------------------ |
| So 08. April, 14:00 Uhr | SC Rotation Leipzig   | 0:2      | SC Motor Jena            |
| So 08. April, 14:00 Uhr | SC Chemie Halle-Leuna | 7:3      | SC Empor Rostock         |
| So 08. April, 14:00 Uhr | SC Lokomotive Leipzig | 0:1      | SC Motor Karl-Marx-Stadt |

#### 2. Hauptrunde
| Datum                   |                           | Ergebnis |                                 |
| ----------------------- | ------------------------- | -------- | ------------------------------- |
| So 22. April, 14:00 Uhr | SC Dynamo Berlin          | 1:1      | SC Traktor Schwerin             |
| So 22. April, 14:00 Uhr | SC Aufbau Berlin          | 0:5      | SC Wissenschaft Halle           |
| So 22. April, 14:00 Uhr | SC Wismut Karl-Marx-Stadt | 1:3      | SC Einheit Dresden              |
| So 22. April, 14:00 Uhr | SC Motor Karl-Marx-Stadt  | 5:0      | SC Motor Berlin                 |
| So 22. April, 14:00 Uhr | SC Motor Jena             | 0:1      | SC Aktivist Brieske-Senftenberg |
| So 22. April, 14:00 Uhr | SC Chemie Halle-Leuna     | 2:0      | SC Fortschritt Weißenfels       |

 Wiederholungsspiel 
| Datum                   |                     | Ergebnis |                  |
| ----------------------- | ------------------- | -------- | ---------------- |
| So 29. April, 14:00 Uhr | SC Traktor Schwerin | 3        | SC Dynamo Berlin |

## Endrundenturnier

### Teilnehmende Mannschaften
Am Endrundenturnier zum Junge Welt-Pokal der Junioren (A-Jugend) für die Altersklasse (AK) 16–18 nahmen die vier Sieger aus der Qualifikation der BSG- und SG-Mannschaften, die sechs Sieger aus der Qualifikation der Sportclubs, vier Vertretungen aus Westdeutschland, der Pokalsieger aus West-Berlin und der Pokalverteidiger teil.
Nach den Absagen vom SC Einheit Dresden (Einladung zum Pfingstturnier nach Pforzheim) und vom SC Aktivist Brieske-Senftenberg (zu viele verletzte Spieler), rückten die BSG Chemie Zeitz und der SC Traktor Schwerin als Ersatzmannschaften nach.
Spielberechtigt waren Spieler bis zum 18. Lebensjahr (Stichtag: 1. August 1937).
Am Junge Welt-Pokal nahmen folgende sechzehn Mannschaften teil:
| - BSG- und SG-Mannschaften BSG Aufbau Börde Magdeburg BSG Stahl Gröditz BSG Motor Nordhausen-West SG Lichtenberg 47 - Sportclubs SC Wissenschaft Halle SC Einheit Dresden SC Motor Karl-Marx-Stadt SC Aktivist Brieske-Senftenberg SC Chemie Halle-Leuna SC Dynamo Berlin | - Westdeutschland Bremer SV Eintracht Braunschweig TG Heilbronn TSV 1860 München - West-Berlin ASV Berlin | - Pokalverteidiger SC Turbine Erfurt - Nachrücker BSG Chemie Zeitz SC Traktor Schwerin |

### Modus
Im Endrundenturnier wurden die Spiele in vier Staffeln zu je vier Mannschaften nach dem Modus „Jeder gegen Jeden“ ausgetragen. Die vier Staffelsieger ermittelten ab dem Halbfinale den Pokalsieger. Die Spielzeit in der Vorrunde und im Halbfinale ging über 2 × 20 Minuten, die im Endspiel über 2 × 30 Minuten.
Fanden die Spiele in der Vorrunde in Zwickau, Planitz, Glauchau, Reichenbach, Werdau, Crimmitschau und Kirchberg statt, wurde ab dem Halbfinale ausschließlich in Zwickau gespielt.

### Vorrunde

#### Staffel I
Spiele
| Datum      |                           | Ergebnis |                           |
| ---------- | ------------------------- | -------- | ------------------------- |
| Sa 19. Mai | Eintracht Braunschweig    | 2:1      | SC Turbine Erfurt         |
| Sa 19. Mai | BSG Motor Nordhausen-West | 1:0      | TG Heilbronn              |
| So 20. Mai | TG Heilbronn              | 1:2      | Eintracht Braunschweig    |
| So 20. Mai | SC Turbine Erfurt         | 0:0      | BSG Motor Nordhausen-West |
| So 20. Mai | Eintracht Braunschweig    | 0:0      | BSG Motor Nordhausen-West |
| So 20. Mai | SC Turbine Erfurt         | 0:0      | TG Heilbronn              |

Abschlusstabelle
| Pl. | Mannschaft                | Sp. | S | U | N | Tore    | Quote | Punkte |
| --- | ------------------------- | --- | - | - | - | ------- | ----- | ------ |
| 1.  | Eintracht Braunschweig    | 3   | 2 | 1 | 0 | 004:200 | 2,00  | 05:10  |
| 2.  | BSG Motor Nordhausen-West | 3   | 1 | 2 | 0 | 001:000 | ∞     | 04:20  |
| 3.  | SC Turbine Erfurt         | 3   | 0 | 2 | 1 | 001:200 | 0,50  | 02:40  |
| 4.  | TG Heilbronn              | 3   | 0 | 1 | 2 | 001:300 | 0,33  | 01:50  |

#### Staffel II
Spiele
| Datum      |                     | Ergebnis |                     |
| ---------- | ------------------- | -------- | ------------------- |
| Sa 19. Mai | SC Traktor Schwerin | 2:1      | BSG Stahl Gröditz   |
| Sa 19. Mai | TSV 1860 München    | 2:0      | BSG Chemie Zeitz    |
| So 20. Mai | BSG Chemie Zeitz    | 4:0      | SC Traktor Schwerin |
| So 20. Mai | BSG Stahl Gröditz   | 0:1      | TSV 1860 München    |
| So 20. Mai | SC Traktor Schwerin | 1:0      | TSV 1860 München    |
| So 20. Mai | BSG Stahl Gröditz   | 4:2      | BSG Chemie Zeitz    |

Abschlusstabelle
| Pl. | Mannschaft          | Sp. | S | U | N | Tore    | Quote | Punkte |
| --- | ------------------- | --- | - | - | - | ------- | ----- | ------ |
| 1.  | TSV 1860 München    | 3   | 2 | 0 | 1 | 003:100 | 3,00  | 04:20  |
| 2.  | SC Traktor Schwerin | 3   | 2 | 0 | 1 | 003:500 | 0,60  | 04:20  |
| 3.  | BSG Stahl Gröditz   | 3   | 1 | 0 | 2 | 005:500 | 1,00  | 02:40  |
| 4.  | BSG Chemie Zeitz    | 3   | 1 | 0 | 2 | 006:600 | 1,00  | 02:40  |

#### Staffel III
Spiele
| Datum      |                            | Ergebnis |                            |
| ---------- | -------------------------- | -------- | -------------------------- |
| Sa 19. Mai | ASV Berlin                 | 1:0      | SC Dynamo Berlin           |
| Sa 19. Mai | SC Chemie Halle-Leuna      | 1:1      | BSG Aufbau Börde Magdeburg |
| So 20. Mai | BSG Aufbau Börde Magdeburg | 3:1      | ASV Berlin                 |
| So 20. Mai | SC Dynamo Berlin           | 1:0      | SC Chemie Halle-Leuna      |
| So 20. Mai | ASV Berlin                 | 1:1      | SC Chemie Halle-Leuna      |
| So 20. Mai | SC Dynamo Berlin           | 0:1      | BSG Aufbau Börde Magdeburg |

Abschlusstabelle
| Pl. | Mannschaft                 | Sp. | S | U | N | Tore    | Quote | Punkte |
| --- | -------------------------- | --- | - | - | - | ------- | ----- | ------ |
| 1.  | BSG Aufbau Börde Magdeburg | 3   | 2 | 1 | 0 | 005:200 | 2,50  | 05:10  |
| 2.  | ASV Berlin                 | 3   | 1 | 1 | 1 | 003:400 | 0,75  | 03:30  |
| 3.  | SC Chemie Halle-Leuna      | 3   | 0 | 2 | 1 | 002:300 | 0,67  | 02:40  |
| 4.  | SC Dynamo Berlin           | 3   | 1 | 0 | 2 | 001:200 | 0,50  | 02:40  |

#### Staffel IV
Spiele
| Datum      |                          | Ergebnis |                          |
| ---------- | ------------------------ | -------- | ------------------------ |
| Sa 19. Mai | SG Lichtenberg 47        | 2:0      | Bremer SV                |
| Sa 19. Mai | SC Wissenschaft Halle    | 1:1      | SC Motor Karl-Marx-Stadt |
| So 20. Mai | SC Motor Karl-Marx-Stadt | 1:0      | SG Lichtenberg 47        |
| So 20. Mai | Bremer SV                | 1:0      | SC Wissenschaft Halle    |
| So 20. Mai | SG Lichtenberg 47        | 0:1      | SC Wissenschaft Halle    |
| So 20. Mai | Bremer SV                | 0:2      | SC Motor Karl-Marx-Stadt |

Abschlusstabelle
| Pl. | Mannschaft               | Sp. | S | U | N | Tore    | Quote | Punkte |
| --- | ------------------------ | --- | - | - | - | ------- | ----- | ------ |
| 1.  | SC Motor Karl-Marx-Stadt | 3   | 2 | 1 | 0 | 004:100 | 4,00  | 05:10  |
| 2.  | SC Wissenschaft Halle    | 3   | 1 | 1 | 1 | 002:200 | 1,00  | 03:30  |
| 3.  | SG Lichtenberg 47        | 3   | 1 | 0 | 2 | 002:200 | 1,00  | 02:40  |
| 4.  | Bremer SV                | 3   | 1 | 0 | 2 | 001:400 | 0,25  | 02:40  |

### Halbfinale
| Datum      |                        | Ergebnis  |                            |
| ---------- | ---------------------- | --------- | -------------------------- |
| Mo 21. Mai | Eintracht Braunschweig | ?:?       | BSG Aufbau Börde Magdeburg |
| Mo 21. Mai | TSV 1860 München       | ?:? n. V. | SC Motor Karl-Marx-Stadt   |

### Spiel um Platz 3
| Datum      |                            | Ergebnis |                          |
| ---------- | -------------------------- | -------- | ------------------------ |
| Mo 21. Mai | BSG Aufbau Börde Magdeburg | 0:3      | SC Motor Karl-Marx-Stadt |

### Finale
| Paarung                | Eintracht Braunschweig – TSV 1860 München |
| Ergebnis               | 1:1 n. V. (1:1, 0:0) |
| Datum                  | Montag, 21. Mai 1956 |
| Stadion                | Georgij-Dimitroff-Stadion, Zwickau |
| Zuschauer              | 5.000 |
| Schiedsrichter         | Rolf Vogel (Karl-Marx-Stadt) |
| Tore                   | 1:0 Dösselmann 1:1 Werner (Eigentor) |
| Eintracht Braunschweig | Meißner – Lich, Clemen – Alfred Haberdietzel, Peter Roloff, Klaus Meyer – Reuper, Dösselmann, Althoff, Joachim Werner, Horst Wester Cheftrainer: Hans-Georg Vogel |
| TSV 1860 München       | Karl Baumgärtner – |
| Besonderheiten         | Durch Losentscheid gewann Braunschweig das Finale. |